# Козеґлови (Груєцький повіт)
Козеґлови (пол. Koziegłowy) — село в Польщі, у гміні Ясенець Груєцького повіту Мазовецького воєводства.
Населення — 147 осіб (2011).
У 1975-1998 роках село належало до Радомського воєводства.

## Демографія
Демографічна структура станом на 31 березня 2011 року:
|          | Загалом | Допрацездатний вік | Працездатний вік | Постпрацездатний вік |
| -------- | ------- | ------------------ | ---------------- | -------------------- |
| Чоловіки | 75      | 14                 | 52               | 9                    |
| Жінки    | 72      | 21                 | 37               | 14                   |
| Разом    | 147     | 35                 | 89               | 23                   |